# Grand Prix Chin 2016
Grand Prix Chin 2016 (oficjalnie 2016 Formula 1 Pirelli Chinese Grand Prix) – trzecia eliminacja Mistrzostw Świata Formuły 1 w sezonie 2016. Grand Prix odbyło się w dniach 15–17 kwietnia 2016 roku na torze Shanghai International Circuit w Szanghaju.

## Lista startowa
Źródło: Wyprzedź Mnie!
| Nr | Kierowca          | Zespół                        | Samochód               | Silnik                         | Opony |
| -- | ----------------- | ----------------------------- | ---------------------- | ------------------------------ | ----- |
| 3  | Daniel Ricciardo  | Red Bull Racing               | Red Bull RB12          | TAG Heuer 1.6T V6              | P     |
| 5  | Sebastian Vettel  | Scuderia Ferrari              | Ferrari SF16-H         | Ferrari 059/5 1.6T V6          | P     |
| 6  | Nico Rosberg      | Mercedes AMG Petronas F1 Team | Mercedes F1 W07 Hybrid | Mercedes PU106C Hybrid 1.6T V6 | P     |
| 7  | Kimi Räikkönen    | Scuderia Ferrari              | Ferrari SF16-H         | Ferrari 059/5 1.6T V6          | P     |
| 8  | Romain Grosjean   | Haas F1 Team                  | Haas VF-16             | Ferrari 059/5 1.6T V6          | P     |
| 9  | Marcus Ericsson   | Sauber F1 Team                | Sauber C35             | Ferrari 059/5 1.6T V6          | P     |
| 11 | Sergio Pérez      | Sahara Force India F1 Team    | Force India VJM09      | Mercedes PU106C Hybrid 1.6T V6 | P     |
| 12 | Felipe Nasr       | Sauber F1 Team                | Sauber C35             | Ferrari 059/5 1.6T V6          | P     |
| 14 | Fernando Alonso   | McLaren Honda                 | McLaren MP4-31         | Honda RA616H 1.6T V6           | P     |
| 19 | Felipe Massa      | Williams Martini Racing       | Williams FW38          | Mercedes PU106C Hybrid 1.6T V6 | P     |
| 20 | Kevin Magnussen   | Renault Sport Formula 1 Team  | Renault R.S.16         | Renault RE16 1.6T V6           | P     |
| 21 | Esteban Gutiérrez | Haas F1 Team                  | Haas VF-16             | Ferrari 059/5 1.6T V6          | P     |
| 22 | Jenson Button     | McLaren Honda                 | McLaren MP4-31         | Honda RA616H 1.6T V6           | P     |
| 26 | Daniił Kwiat      | Red Bull Racing               | Red Bull RB12          | TAG Heuer 1.6T V6              | P     |
| 27 | Nico Hülkenberg   | Sahara Force India F1 Team    | Force India VJM09      | Mercedes PU106C Hybrid 1.6T V6 | P     |
| 30 | Jolyon Palmer     | Renault Sport Formula 1 Team  | Renault R.S.16         | Renault RE2016 1.6T V6         | P     |
| 33 | Max Verstappen    | Scuderia Toro Rosso           | Toro Rosso STR11       | Ferrari 059/4 1.6T V6          | P     |
| 44 | Lewis Hamilton    | Mercedes AMG Petronas F1 Team | Mercedes F1 W07 Hybrid | Mercedes PU106C Hybrid 1.6T V6 | P     |
| 55 | Carlos Sainz Jr.  | Scuderia Toro Rosso           | Toro Rosso STR11       | Ferrari 059/4 1.6T V6          | P     |
| 77 | Valtteri Bottas   | Williams Martini Racing       | Williams FW37          | Mercedes PU106C Hybrid 1.6T V6 | P     |
| 88 | Rio Haryanto      | Manor Racing MRT              | Manor MRT05            | Mercedes PU106C Hybrid 1.6T V6 | P     |
| 94 | Pascal Wehrlein   | Manor Racing MRT              | Manor MRT05            | Mercedes PU106C Hybrid 1.6T V6 | P     |
| Nr | Kierowca          | Zespół                        | Samochód               | Silnik                         | Opony |

## Wyniki

### Sesje treningowe
Źródło: Wyprzedź Mnie!
| Sesja | Nr | Kierowca         | Konstruktor | Czas     | Okr. |
| ----- | -- | ---------------- | ----------- | -------- | ---- |
| 1     | 6  | Nico Rosberg     | Mercedes    | 1:38,037 | 16   |
| 2     | 3  | Kimi Räikkönen   | Ferrari     | 1:36,896 | 35   |
| 3     | 5  | Sebastian Vettel | Ferrari     | 1:57,351 | 3    |

### Kwalifikacje
Źródło: Wyprzedź Mnie!
| Poz. | Nr | Kierowca          | Konstruktor          | Q1       | Q2       | Q3       | Poz. s. |
| --- | --- | ----------------- | -------------------- | -------- | -------- | -------- | ------- |
| 1 | 6 | Nico Rosberg      | Mercedes             | 1:37,669 | 1:36,240 | 1:35,402 | 1       |
| 2 | 3 | Daniel Ricciardo  | Red Bull–TAG Heuer   | 1:37,672 | 1:36,815 | 1:35,917 | 2       |
| 3 | 7 | Kimi Räikkönen    | Ferrari              | 1:37,347 | 1:36,118 | 1:35,972 | 3       |
| 4 | 5 | Sebastian Vettel  | Ferrari              | 1:37,001 | 1:36,183 | 1:36,246 | 4       |
| 5 | 77 | Valtteri Bottas   | Williams–Mercedes    | 1:37,537 | 1:36,831 | 1:36,296 | 5       |
| 6 | 26 | Daniił Kwiat      | Red Bull–TAG Heuer   | 1:37,719 | 1:36,948 | 1:36,399 | 6       |
| 7 | 11 | Sergio Pérez      | Force India–Mercedes | 1:38,096 | 1:37,149 | 1:36,865 | 7       |
| 8 | 55 | Carlos Sainz Jr.  | Toro Rosso–Ferrari   | 1:37,656 | 1:37,204 | 1:36,881 | 8       |
| 9 | 33 | Max Verstappen    | Toro Rosso–Ferrari   | 1:38,181 | 1:37,265 | 1:37,194 | 9       |
| 10 | 27 | Nico Hülkenberg   | Force India–Mercedes | 1:38,165 | 1:37,333 | –        | 13      |
| 11 | 19 | Felipe Massa      | Williams–Mercedes    | 1:38,016 | 1:37,347 | –        | 10      |
| 12 | 14 | Fernando Alonso   | McLaren–Honda        | 1:38,096 | 1:38,826 | –        | 11      |
| 13 | 22 | Jenson Button     | McLaren–Honda        | 1:37,593 | 1:39,093 | –        | 12      |
| 14 | 8 | Romain Grosjean   | Haas–Ferrari         | 1:38,425 | 1:39,830 | –        | 14      |
| 15 | 9 | Marcus Ericsson   | Sauber–Ferrari       | 1:38,321 | 1:40,742 | –        | 15      |
| 16 | 12 | Felipe Nasr       | Sauber–Ferrari       | 1:38,654 | 1:42,430 | –        | 16      |
| 17 | 20 | Kevin Magnussen   | Renault              | 1:38,673 | –        | –        | 17      |
| 18 | 21 | Esteban Gutiérrez | Haas–Ferrari         | 1:38,770 | –        | –        | 18      |
| 19 | 30 | Jolyon Palmer     | Renault              | 1:39,528 | –        | –        | 19      |
| 20 | 88 | Rio Haryanto      | MRT–Mercedes         | 1:40,264 | –        | –        | 20      |
| 21 | 94 | Pascal Wehrlein   | MRT–Mercedes         | –        | –        | –        | 21      |
| 22 | 44 | Lewis Hamilton    | Mercedes             | –        | –        | –        | 22      |
| Poz. | Nr | Kierowca          | Konstruktor          | Q1       | Q2       | Q3       | Poz. s. |
| \| Legenda \| Legenda \| \| ------------------------ \| ---------------------------------------------------------------------------------------------------------------------------------------------------------------------------------------------------------------------------------------------------------------- \| \| Poz. Nr Q1 Q2 Q3 Poz. s. \| Pozycja zajęta w sesji kwalifikacyjnej Numer startowy kierowcy Wynik uzyskany w pierwszej części kwalifikacji Wynik uzyskany w drugiej części kwalifikacji Wynik uzyskany w trzeciej części kwalifikacji Pozycja startowa po uwzględnięniu kar, przesunięć, itp. \| | |                   |                      |          |          |          |         |
| Legenda | |                   |                      |          |          |          |         |
| Poz. Nr Q1 Q2 Q3 Poz. s. | Pozycja zajęta w sesji kwalifikacyjnej Numer startowy kierowcy Wynik uzyskany w pierwszej części kwalifikacji Wynik uzyskany w drugiej części kwalifikacji Wynik uzyskany w trzeciej części kwalifikacji Pozycja startowa po uwzględnięniu kar, przesunięć, itp. |                   |                      |          |          |          |         |

### Wyścig
Źródło: Wyprzedź Mnie!
| P  | + / –     | Nr | Kierowca          | Konstruktor          | Okr. | Czas / Strata | Komentarz |
| -- | --------- | -- | ----------------- | -------------------- | ---- | ------------- | --------- |
| 1  | Bez zmian | 6  | Nico Rosberg      | Mercedes             | 56   | 1h38m53,891   |           |
| 2  | 2         | 5  | Sebastian Vettel  | Ferrari              | 56   | +0:37,776     |           |
| 3  | 3         | 26 | Daniił Kwiat      | Red Bull–TAG Heuer   | 56   | +0:45,936     |           |
| 4  | 2         | 3  | Daniel Ricciardo  | Red Bull–TAG Heuer   | 56   | +0:52,688     |           |
| 5  | 2         | 7  | Kimi Räikkönen    | Ferrari              | 56   | +1:05,872     |           |
| 6  | 4         | 19 | Felipe Massa      | Williams–Mercedes    | 56   | +1:15,511     |           |
| 7  | 15        | 44 | Lewis Hamilton    | Mercedes             | 56   | +1:18,230     |           |
| 8  | 1         | 33 | Max Verstappen    | Toro Rosso–Ferrari   | 56   | +1:19,268     |           |
| 9  | 1         | 55 | Carlos Sainz Jr.  | Toro Rosso–Ferrari   | 56   | +1:24,127     |           |
| 10 | 5         | 77 | Valtteri Bottas   | Williams–Mercedes    | 56   | +1:26,192     |           |
| 11 | 4         | 11 | Sergio Pérez      | Force India–Mercedes | 56   | +1:34,283     |           |
| 12 | 1         | 14 | Fernando Alonso   | McLaren–Honda        | 56   | +1:37,253     |           |
| 13 | 1         | 22 | Jenson Button     | McLaren–Honda        | 56   | +1:41,990     |           |
| 14 | 4         | 21 | Esteban Gutiérrez | Haas–Ferrari         | 55   | +1 okr.       |           |
| 15 | 2         | 27 | Nico Hülkenberg   | Force India–Mercedes | 55   | +1 okr.       |           |
| 16 | 1         | 9  | Marcus Ericsson   | Sauber–Ferrari       | 55   | +1 okr.       |           |
| 17 | Bez zmian | 20 | Kevin Magnussen   | Renault              | 55   | +1 okr.       |           |
| 18 | 3         | 94 | Pascal Wehrlein   | MRT–Mercedes         | 55   | +1 okr.       |           |
| 19 | 5         | 8  | Romain Grosjean   | Haas–Ferrari         | 55   | +1 okr.       |           |
| 20 | 4         | 12 | Felipe Nasr       | Sauber–Ferrari       | 55   | +1 okr.       |           |
| 21 | 1         | 88 | Rio Haryanto      | MRT–Mercedes         | 55   | +1 okr.       |           |
| 22 | 3         | 30 | Jolyon Palmer     | Renault              | 55   | +1 okr.       |           |
| P  | + / –     | Nr | Kierowca          | Konstruktor          | Okr. | Czas / Strata | Komentarz |

### Najszybsze okrążenie
Źródło: Wyprzedź Mnie!
| Nr | Kierowca        | Konstruktor          | Czas     | Okr. |
| -- | --------------- | -------------------- | -------- | ---- |
| 27 | Nico Hülkenberg | Force India–Mercedes | 1:39,824 | 48   |

## Prowadzenie w wyścigu
Źródło: Racing–Reference.info
| Nr                              | Kierowca         | Okrążenia | Suma |
| ------------------------------- | ---------------- | --------- | ---- |
| 6                               | Nico Rosberg     | 3-56      | 54   |
| 3                               | Daniel Ricciardo | 1-2       | 2    |
| \| Wykres \| \| ------ \| \| \| |                  |           |      |
| Wykres                          |                  |           |      |
|                                 |                  |           |      |

## Klasyfikacja po zakończeniu wyścigu

### Kierowcy
| P  | +/− | Kierowca          | Starty | Punkty | P1 | P2 | P3 | PP | NO | NS |
| -- | --- | ----------------- | ------ | ------ | -- | -- | -- | -- | -- | -- |
| 1  | 0   | Nico Rosberg      | 3      | 75     | 3  | –  | –  | 1  | 1  | –  |
| 2  | 0   | Lewis Hamilton    | 3      | 39     | –  | 1  | 1  | 2  | –  | –  |
| 3  | 0   | Daniel Ricciardo  | 3      | 36     | –  | –  | –  | –  | 1  | –  |
| 4  | +2  | Sebastian Vettel  | 2      | 33     | –  | 1  | 1  | –  | –  | –  |
| 5  | −1  | Kimi Räikkönen    | 3      | 28     | –  | 1  | –  | –  | –  | 1  |
| 6  | +1  | Felipe Massa      | 3      | 22     | –  | –  | –  | –  | –  | –  |
| 7  | +3  | Daniił Kwiat      | 2      | 21     | –  | –  | 1  | –  | –  | –  |
| 8  | −3  | Romain Grosjean   | 3      | 18     | –  | –  | –  | –  | –  | –  |
| 9  | −1  | Max Verstappen    | 3      | 13     | –  | –  | –  | –  | –  | –  |
| 10 | +1  | Valtteri Bottas   | 3      | 7      | –  | –  | –  | –  | –  | –  |
| 11 | −2  | Nico Hülkenberg   | 3      | 6      | –  | –  | –  | –  | 1  | –  |
| 12 | 0   | Carlos Sainz Jr.  | 3      | 4      | –  | –  | –  | –  | –  | 1  |
| 13 | 0   | Stoffel Vandoorne | 1      | 1      | –  | –  | –  | –  | –  | –  |
| 14 | 0   | Kevin Magnussen   | 3      | 0      | –  | –  | –  | –  | –  | –  |
| 15 | +2  | Sergio Pérez      | 3      | 0      | –  | –  | –  | –  | –  | –  |
| 16 | −1  | Jolyon Palmer     | 2      | 0      | –  | –  | –  | –  | –  | –  |
| 17 | −1  | Marcus Ericsson   | 3      | 0      | –  | –  | –  | –  | –  | 1  |
| 18 | N   | Fernando Alonso   | 2      | 0      | –  | –  | –  | –  | –  | 1  |
| 19 | +1  | Jenson Button     | 3      | 0      | –  | –  | –  | –  | –  | 1  |
| 20 | −2  | Pascal Wehrlein   | 3      | 0      | –  | –  | –  | –  | –  | –  |
| 21 | −2  | Felipe Nasr       | 3      | 0      | –  | –  | –  | –  | –  | –  |
| 22 | N   | Esteban Gutiérrez | 3      | 0      | –  | –  | –  | –  | –  | 2  |
| 23 | −2  | Rio Haryanto      | 3      | 0      | –  | –  | –  | –  | –  | 1  |
| P  | +/− | Kierowca          | Starty | Punkty | P1 | P2 | P3 | PP | NO | NS |

### Konstruktorzy
| P  | +/− | Konstruktor               | Starty | Punkty | P1 | P2 | P3 | PP | NO | NS |
| -- | --- | ------------------------- | ------ | ------ | -- | -- | -- | -- | -- | -- |
| 1  | 0   | Mercedes                  | 6      | 114    | 3  | 1  | 1  | 3  | 1  | –  |
| 2  | 0   | Ferrari                   | 5      | 61     | –  | 2  | 1  | –  | –  | 1  |
| 3  | 0   | Red Bull Racing TAG Heuer | 5      | 57     | –  | –  | 1  | –  | 1  | –  |
| 4  | 0   | Williams Mercedes         | 6      | 29     | –  | –  | –  | –  | –  | –  |
| 5  | 0   | Haas Ferrari              | 6      | 18     | –  | –  | –  | –  | –  | 2  |
| 6  | 0   | Toro Rosso Ferrari        | 6      | 17     | –  | –  | –  | –  | –  | 1  |
| 7  | 0   | Force India Mercedes      | 6      | 6      | –  | –  | –  | –  | 1  | –  |
| 8  | 0   | McLaren Honda             | 6      | 1      | –  | –  | –  | –  | –  | 2  |
| 9  | 0   | Renault                   | 5      | 0      | –  | –  | –  | –  | –  | –  |
| 10 | 0   | Sauber Ferrari            | 6      | 0      | –  | –  | –  | –  | –  | 1  |
| 11 | 0   | MRT Mercedes              | 6      | 0      | –  | –  | –  | –  | –  | 1  |
| P  | +/− | Konstruktor               | Starty | Punkty | P1 | P2 | P3 | PP | NO | NS |